# Kittatuoddar
Kittatuoddar är kullar i Finland. De ligger i Utsjoki kommun i landskapet Lappland, i den norra delen av landet, 1 000 km norr om huvudstaden Helsingfors.